# Ectocion
Ectocion és un gènere extint de mamífers condilartres de la família dels fenacodòntids que visqueren a Nord-amèrica des del Paleocè inferior fins a l'Eocè inferior, fa entre 48,6 i 61,7 milions d'anys. Se n'han trobat restes fòssils al Canadà, els Estats Units i Mèxic. La taxonomia dels condilartres és controvertida i hi ha científics que rebutgen aquest ordre com a polifilètic. En cas de ser així, Ectocion podria ser un perissodàctil basal. Les espècies d'aquest grup tenien una dieta estrictament herbívora i rica en fulles.